# Geclassificeerde informatie

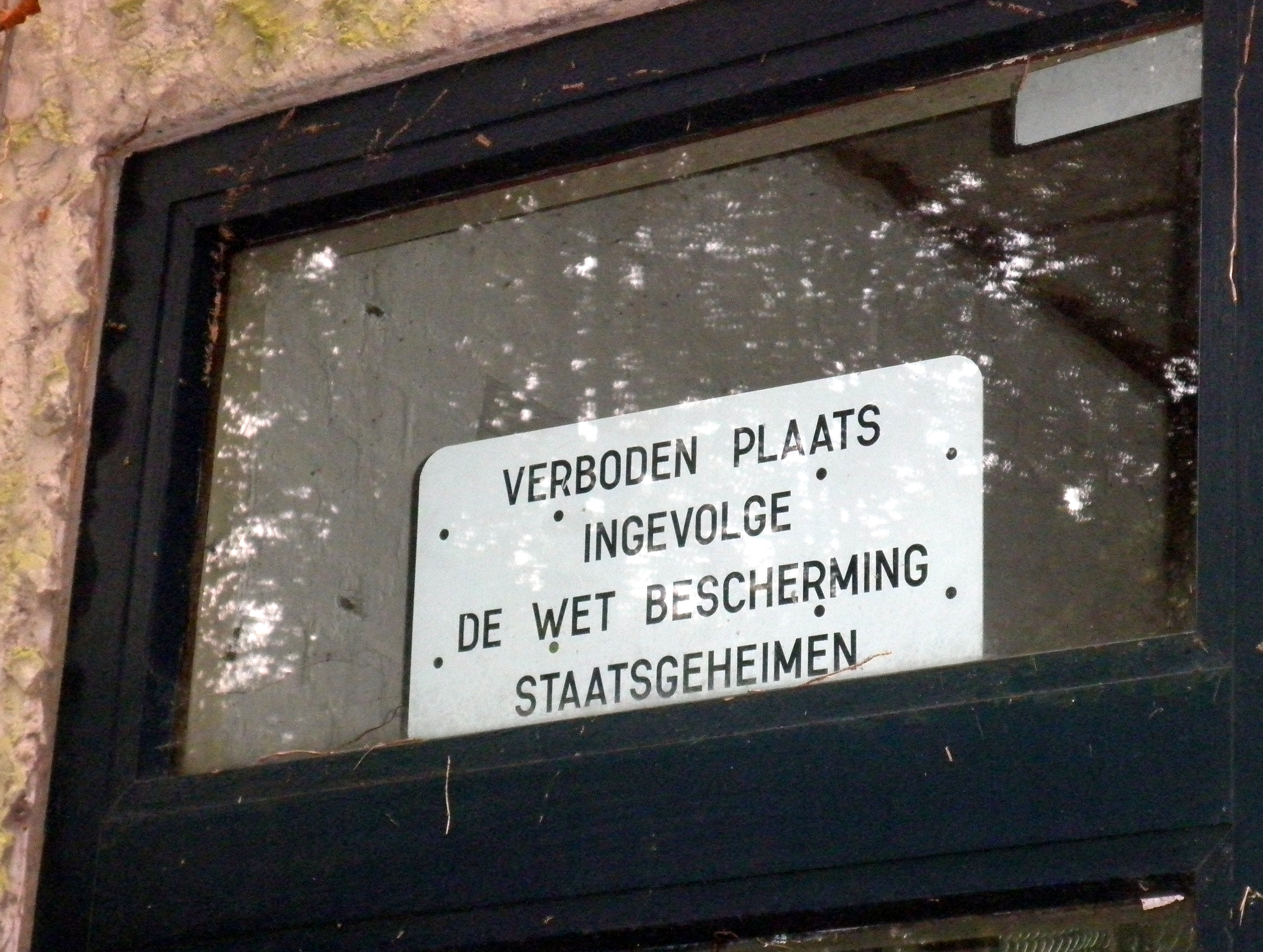
Verboden plaats op grond van de Wet Bescherming Staatsgeheimen, hier in het voormalige NAVO-hoofdkwartier Cannerberg.

Geclassificeerde informatie is informatie die omwille van de inhoud of aard beperkt of niet verspreid mag worden. Toegang tot deze informatie wordt vaak geregeld via wetten en regelgeving. Deze is alleen voorbehouden aan daartoe bevoegde personen. 
Geclassificeerde informatie kan zowel bij overheidsinstellingen als bij particuliere organisaties voorkomen. In geval van overheidsinstellingen wordt ook vaak gesproken van staatsgeheim. Geclassificeerde informatie wordt vaak ingedeeld in verschillende categorieën, waarbij elke categorie aangeeft hoe gevoelig de informatie is. Vrijwel elke nationale overheid kent zo’n systeem.
In Nederland spreekt men officieel van "gerubriceerde informatie" en de behandeling daarvan wordt geregeld in het Voorschrift Informatiebeveiliging Rijksdienst (VIR). In België geldt de wet van 11 december 1998 met uitvoeringsbesluiten, en gebruikt men het begrip “classificatie”.  

## Overheidsinformatie

### Niveaus
Hoewel het classificatiesysteem per land verschilt, wordt meestal de Britse definitie gebruikt. De Nederlandse namen staan er bij vermeld:
Top Secret (zeer geheim)Het hoogste niveau van geclassificeerde informatie. Informatie uit deze categorie is meestal van dusdanige aard, dat indien ze openlijk beschikbaar zou zijn dit uitzonderlijk grote schade kan toebrengen aan de nationale veiligheid.
Secret (geheim)Deze informatie kan in verkeerde handen grote schade toebrengen aan de nationale veiligheid.
Confidential (confidentieel of vertrouwelijk)Deze informatie kan in verkeerde handen schade toebrengen aan nationale veiligheid.
Restricted (dienstgeheim, beperkt verspreid)Deze informatie kan in verkeerde handen nadelige gevolgen hebben voor de nationale veiligheid. Niet alle landen kennen deze classificatie.
Unclassified (niet geclassificeerd)Officieel geen classificatie. Deze term wordt gebruikt voor informatie die niet in een van bovenstaande groepen valt.

### Namen per land
| Land                                   | Top Secret                                                            | Secret                                             | Confidential                                                                                             | Restricted                                                       |
| -------------------------------------- | --------------------------------------------------------------------- | -------------------------------------------------- | --- | ---------------------------------------------------------------- |
| Argentinië                             | Estrictamente Secreto y Confidencial                                  | Secreto                                            | Confidencial                                                                                             | Reservado                                                        |
| Australië                              | Top Secret                                                            | Secret                                             | Confidential                                                                                             | Restricted                                                       |
| België                                 | Zeer Geheim                                                           | Geheim                                             | Vertrouwelijk                                                                                            | Beperkte verspreiding                                            |
| Bolivia                                | Supersecreto or Muy Secreto                                           | Secreto                                            | Confidencial                                                                                             | Reservado                                                        |
| Bosnië                                 | Strogo Povjerljivo                                                    | Tanjno                                             | Konfidencialno                                                                                           | Restiktirano                                                     |
| Brazilië                               | Ultra Secreto                                                         | Secreto                                            | Confidencial                                                                                             | Reservado                                                        |
| Bulgarije                              | Строго секретно                                                       | Секретно                                           | Поверително                                                                                              | За служебно ползване                                             |
| Cambodja                               | Sam Ngat Bamphot                                                      | Sam Ngat Roeung                                    | Art Kambang                                                                                              | Ham Kom Psay                                                     |
| Canada                                 | Top Secret/Très secret                                                | Secret/Secret                                      | Confidential/Confidentiel                                                                                |                                                                  |
| Chili                                  | Secreto                                                               | Secreto                                            | Reservado                                                                                                | Reservado                                                        |
| China                                  | Juémì (绝密)                                                          | Jīmì (机密)                                        | Mìmì (秘密)                                                                                              | Neibu(内部)                                                      |
| Colombia                               | Ultrasecreto                                                          | Secreto                                            | Confidencial                                                                                             | Reserva del sumario                                              |
| Costa Rica                             | Alto Secreto                                                          | Secreto                                            | Confidencial                                                                                             |                                                                  |
| Denemarken                             | Yderst Hemmeligt                                                      | Hemmeligt                                          | Fortroligt                                                                                               | Til Tjenestebrug Foreign Service: Fortroligt                     |
| Duitsland                              | Streng Geheim                                                         | Geheim                                             | VS-Vertraulich                                                                                           | VS-Nur für den Dienstgebrauch                                    |
| Ecuador                                | Secretisimo                                                           | Secreto                                            | Confidencial                                                                                             | Reservado                                                        |
| Egypte                                 | Sirriy lil-Ġāyah سري للغاية                                           | Sirriy Ǧiddan سري جداً                              | Khāṣ خاص                                                                                                 | Maḥzūr محظور                                                     |
| Estland                                | Täiesti salajane                                                      | Salajane                                           | Konfidentsiaalne                                                                                         | Piiratud                                                         |
| Ethiopië                               | Yemiaz Birtou Mistir                                                  | Mistir                                             | Kilkil                                                                                                   |                                                                  |
| Filipijnen                             | Top Secret                                                            | Secret                                             | Confidential                                                                                             | Restricted                                                       |
| Finland                                | Erittäin salainen (TTL I)                                             | Salainen (TTL II)                                  | Luottamuksellinen (TTL III)                                                                              | Viranomaiskäyttöön (TTL IV)                                      |
| Frankrijk                              | Très secret défense                                                   | Secret défense                                     | Confidentiel défense                                                                                     | Diffusion restreinte                                             |
| Griekenland                            | Άκρως Απόρρητον                                                       | Απόρρητον                                          | Εμπιστευτικόν                                                                                            | Περιορισμένης Χρήσης                                             |
| Guatemala                              | Alto Secreto                                                          | Secreto                                            | Confidencial                                                                                             | Reservado                                                        |
| Haïti                                  | Top Secret                                                            | Secret                                             | Confidential                                                                                             | Reserve                                                          |
| Honduras                               | Super Secreto                                                         | Secreto                                            | Confidencial                                                                                             | Reservado                                                        |
| Hong Kong S.A.R., Volksrepubliek China | Top Secret, 高度機密                                                  | Secret, 機密                                       | Confidential, 保密                                                                                       | Restricted, 內部文件/限閱文件                                    |
| Hongarije                              | Szigorúan Titkos                                                      | Titkos                                             | Bizalmas                                                                                                 |                                                                  |
| IJsland                                | Algert Leyndarmál                                                     | Leyndarmál                                         | Þjónustuskjal                                                                                            | Trúnaðarmál                                                      |
| India                                  | परम गुप्त (Param Gupt)                                                  | गुप्त (Gupt)                                         | गोपनीय (Gopniya)                                                                                           | प्रतिबंधित/सीमित (Pratibandhit/seemit)                                 |
| Indonesië                              | Sangat Rahasia                                                        | Rahasia                                            | Rahasia Dinas                                                                                            | Terbatas                                                         |
| Iran                                   | Bekoliserri به کلّى سرّى                                                | Serri سرّى                                          | Kheili Mahramaneh خيلى محرمانه                                                                           | Mahramaneh محرمانه                                               |
| Irak                                   | Sirriy lil-Ġāyah سري للغاية                                           | Sirriy سري                                         | Khāṣ خاص                                                                                                 | Maḥdūd محدود                                                     |
| Ierland                                | An-sicreideach                                                        | Sicreideach                                        | Runda | Srianta                                                          |
| Israël                                 | Sodi Beyoter סודי ביותר                                               | Sodi סודי                                          | Shamur שמור                                                                                              | Mugbal מוגבל                                                     |
| Italië                                 | Segretissimo                                                          | Segreto                                            | Riservatissimo                                                                                           | Riservato                                                        |
| Japan                                  | Kimitsu, 機密                                                         | Gokuhi, 極秘                                       | Hi, 秘                                                                                                   | Toriatsukaichuui, 取り扱い注意                                   |
| Jordanië                               | Maktūm Ǧiddan مكتوم جداً                                               | Maktūm مكتوم                                       | Sirriy سري                                                                                               | Maḥdūd محدود                                                     |
| Kroatië                                | Vrlo tajno                                                            | Tajno                                              | Povjerljivo                                                                                              |                                                                  |
| Laos                                   | Lup Sood Gnod                                                         | Kuam Lup                                           | Kuam Lap                                                                                                 | Chum Kut Kon Arn                                                 |
| Letland                                | Sevišķi slepeni                                                       | Slepeni                                            | Konfidenciāli                                                                                            | Dienesta vajadzībām                                              |
| Libanon                                | Tres Secret                                                           | Secret                                             | Confidentiel                                                                                             |                                                                  |
| Litouwen                               | Visiškai Slaptai                                                      | Slaptai                                            | Konfidencialiai                                                                                          | Riboto Naudojimo                                                 |
| Maleisië                               | Rahsia Besar                                                          | Rahsia                                             | Sulit | Terhad                                                           |
| Mexico                                 | Ultra Secreto                                                         | Secreto                                            | Confidencial                                                                                             | Restringido                                                      |
| Nederland                              | STG. Zeer geheim (STG = staatsgeheime informatie)                     | STG. Geheim                                        | STG. Confidentieel, Vertrouwelijk                                                                        | Departementaal vertrouwelijk, Dienstgeheim                       |
| Nieuw-Zeeland                          | Top Secret                                                            | Secret                                             | Confidential                                                                                             | Restricted                                                       |
| Nicaragua                              | Alto Secreto                                                          | Secreto                                            | Confidencial                                                                                             | Reservado                                                        |
| Noorwegen                              | STRENGT HEMMELIG                                                      | HEMMELIG                                           | KONFIDENSIELT                                                                                            | BEGRENSET                                                        |
| Oostenrijk                             | Streng Geheim                                                         | Geheim                                             | Verschlußsache                                                                                           | Nur für den Dienstgebrauch                                       |
| Pakistan                               | Intahai Khufia                                                        | Khufia                                             | Sigh-e-Raz                                                                                               | Barai Mahdud Taqsim                                              |
| Paraguay                               | Secreto                                                               | Secreto                                            | Confidencial                                                                                             | Reservado                                                        |
| Peru                                   | Estrictamente Secreto                                                 | Secreto                                            | Confidencial                                                                                             | Reservado                                                        |
| Polen                                  | Ściśle tajne                                                          | Tajne                                              | Poufne                                                                                                   | Zastrzeżone                                                      |
| Portugal                               | Muito Secreto                                                         | Secreto                                            | Confidencial                                                                                             | Reservado                                                        |
| Roemenië                               | Strict Secret de Importanţă Deosebită                                 | Strict Secret                                      | Secret                                                                                                   | Secret de serviciu                                               |
| Rusland                                | Особой важности (вариант: Совершенно Секретно (Sovershenno Sekretno)) | Совершенно секретно (вариант: Секретно (Sekretno)) | Секретно (вариант: Не подлежит оглашению (Конфиденциально) (Ne podlezhit oglasheniyu (Konfidentsial'no)) | Для Служебного Пользования (ДСП) (Dlya Sluzhebnogo Pol'zovaniya) |
| El Salvador                            | Ultra Secreto                                                         | Secreto                                            | Confidencial                                                                                             | Reservado                                                        |
| Saoedi-Arabië                          | Saudi Top Secret                                                      | Saudi Very Secret                                  | Saudi Secret                                                                                             | Saudi Restricted                                                 |
| Servië                                 | Drzavna tajna                                                         | Strogo poverljivo                                  | Poverljivo                                                                                               | Interno                                                          |
| Singapore                              | Top Secret                                                            | Secret                                             | Confidential                                                                                             | Restricted                                                       |
| Slowakije                              | Prísne tajné                                                          | Tajné                                              | Dôverné                                                                                                  | Vyhradené                                                        |
| Slovenië                               | Strogo tajno                                                          | Tajno                                              | Zaupno                                                                                                   | Interno                                                          |
| Spanje                                 | Secreto                                                               | Reservado                                          | Confidencial                                                                                             | Difusión Limitada                                                |
| Thailand                               | Lup Tisud, ลับที่สุด                                                      | Lup Maag, ลับมาก                                    | Lup,ลับ                                                                                                   |                                                                  |
| Tsjechië                               | Přísně Tajné                                                          | Tajné                                              | Důvěrné                                                                                                  | Vyhrazené                                                        |
| Turkije                                | Çok Gizli                                                             | Gizli                                              | Özel | Hizmete Özel                                                     |
| Verenigd Koninkrijk                    | TOP SECRET                                                            | SECRET                                             | CONFIDENTIAL                                                                                             | RESTRICTED                                                       |
| Verenigde Staten                       | Top Secret                                                            | Secret                                             | Confidential                                                                                             | For Official Use Only                                            |
| Uruguay                                | Ultra Secreto                                                         | Secreto                                            | Confidencial                                                                                             | Reservado                                                        |
| Vietnam                                | Tối Mật                                                               | Mật                                                | Kín | Phổ Biến Hạn Chế                                                 |
| Zuid-Afrika                            | Top Secret Uiters Geheim                                              | Secret Geheim                                      | Confidential Vertroulik                                                                                  | Restricted Beperk                                                |
| Zuid-Korea                             | I-Kup Bi Mil, 1급비밀                                                 | II-Kup Bi Mil, 2급비밀                             | III-Kup Bi Mil, 3급비밀                                                                                  | Dae Woi Bi, 대외비                                               |
| Zweden                                 | Kvalificerat Hemlig (KH); Hemlig/Top Secret (H/TS)                    | Hemlig (H); Hemlig/Secret H/S)                     | Hemlig/Confidential (H/C)                                                                                | Hemlig/Restricted (H/R)                                          |
| Zwitserland                            |                                                                       | Geheim / Secret                                    | Vertraulich / Confidentiel                                                                               | Dienstlich / Interne au service                                  |
| NAVO                                   | Cosmic Top Secret                                                     | NATO Secret                                        | NATO Confidential                                                                                        | NATO Restricted                                                  |

### Vrijgave
Afhankelijk van het classificatieniveau zijn verschillende regels omtrent vrijgave of het in mogen zien van geclassificeerde informatie. Ook de manier waarop de informatie wordt opgeslagen wordt door het niveau bepaald. Behalve toestemming om geclassificeerde informatie van een bepaald niveau in te mogen zien, moet iemand ook aan kunnen tonen dat het inzien van de informatie echt noodzakelijk is alvorens toegang te krijgen tot de betreffende informatie.
In België werd in mei 2018 een wetsvoorstel ingediend om voortaan vertrouwelijke informatie automatisch vrij te geven of te “declassificeren”. Tot nu toe kunnen alleen specifieke documenten afzonderlijk vrijgegeven worden.

### Uitwisseling met andere landen
Indien een overheidsinstelling geclassificeerde informatie uitwisselt met een overheidsinstelling van een ander land, wordt vaak een algemeen classificatiesysteem gebruikt dat door beide landen wordt erkend naast hun eigen systeem. Zo heeft geclassificeerde informatie die wordt verspreid onder leden van de NAVO vijf classificatieniveaus: COSMIC TOP SECRET (CTS), FOCAL TOP SECRET (FTS), NATO SECRET (NS), NATO CONFIDENTIAL (NC) en NATO RESTRICTED (NR).

## Particuliere informatie
Particuliere organisaties kennen soms ook geclassificeerde informatie, die niet zomaar door elke werknemer ingezien mag worden. Werknemers die deze informatie in mogen zien moeten vaak een geheimhoudingsverklaring tekenen, of worden zelfs gescreend. De mate waarin een bedrijf dit kan doen wordt vaak wettelijk geregeld. Zo kent de VS een wet die werknemers het recht geeft om te weigeren mee te werken aan een leugendetectortest.